# كيت كوري
كيت كوري (بالإنجليزية: Kate Cory)‏ هي مصورة وفنانة ورسامة أمريكية، ولدت في 1861 في وكغن في الولايات المتحدة، وتوفيت في 12 يونيو 1958 في بريسكوت في الولايات المتحدة.